# سكوت دبليو. سلون
سكوت دبليو. سلون (بالإنجليزية: Scott Sloan)‏ هو أستاذ جامعي أسترالي، ولد في 1946 في ميلدورا في أستراليا، وتوفي في 23 أبريل 2019.